# Torunik
Torunik ou Toruniq (en arménien Տորունիք ; anciennement Kizilshafak) est une communauté rurale du marz de Syunik en Arménie. En 2011, elle compte 124 habitants.

## Géographie

### Situation
Torunik est située à 17 km de Sisian et à 121 km de Kapan, la capitale régionale.

### Topographie
L'altitude moyenne de Torunik est de 1 840 m.

### Territoire
La communauté couvre 1 759 hectares, dont :
- 1 717 ha de terrains agricoles ;
- 7 ha de terrains industriels ;
- 3 ha alloués aux infrastructures énergétiques, de transport, de communication, etc. ;
- 6 ha d'aires protégées ;
- 1 ha d'eau[4].

## Politique
Le maire (ou plus correctement le chef de la communauté) de Torunik est depuis 2006 Anahit Hakobyan.
| Début | Fin      | Nom             | Parti                       |
| ----- | -------- | --------------- | --------------------------- |
| 2006  | 2010     | Anahit Hakobyan | Parti républicain d'Arménie |
| 2010  | En cours | Anahit Hakobyan | Parti républicain d'Arménie |

## Économie
L'économie de la communauté repose principalement sur l'agriculture.

## Démographie
| 2001 | 2008 | 2011 |
| ---- | ---- | ---- |
| 181  | 165  | 124  |